# Гей-скінхеди
Гей-скінхеди — геї, які ідентифікують себе з субкультурою скінхедів.

## Історія
Організатори гей-скінхедів (англ. GSM — Gay Skinhead Movement) почали розповсюджуватися з кінця 1980-х років. Гей-скінхеди не мають будь-якого політичного забарвлення.

## Дослідження
Мюррей Хілі, досліджуючи феномен гей-скінхедів, у своїй книзі «Гей-скіни» пише, що преса створила соціальний міф, протиставляючи скінхедів та геїв. Скінхедам приписуються наступні риси — це представники робочого класу з низькою соціальною мобільністю, схильні до насильства, право-екстремісти. Геї, на противагу, відносяться до середнього класу, дотримуються лівих поглядів, соціально мобільні, вигадливі, жіночні і слабкі.
Фінський дослідник Джеймс Хейнс порівнює північноамериканських та європейських гей-скінхедів. Так, американські і канадські гей-скінхеди з Queer Skinhead Brotherhood взаємодіють з іншими скінхедами (як з традиційними, так і з гей-скінхедами). Вони також відмовляються від мейнстриму гей-спільнот як надто комерційного.

## Гей-скінхеди в мистецтві
- Гей-скінхеди — персонажі низки фільмів канадського режисера Брюса Лабрюса, що не приховує своєї гомосексуальної орієнтації.
- В 1981 році британський гей-скінхед Ніккі Крейн з'явився на обкладинці альбому Strength Thru Oi!.